# جزیره آختامار

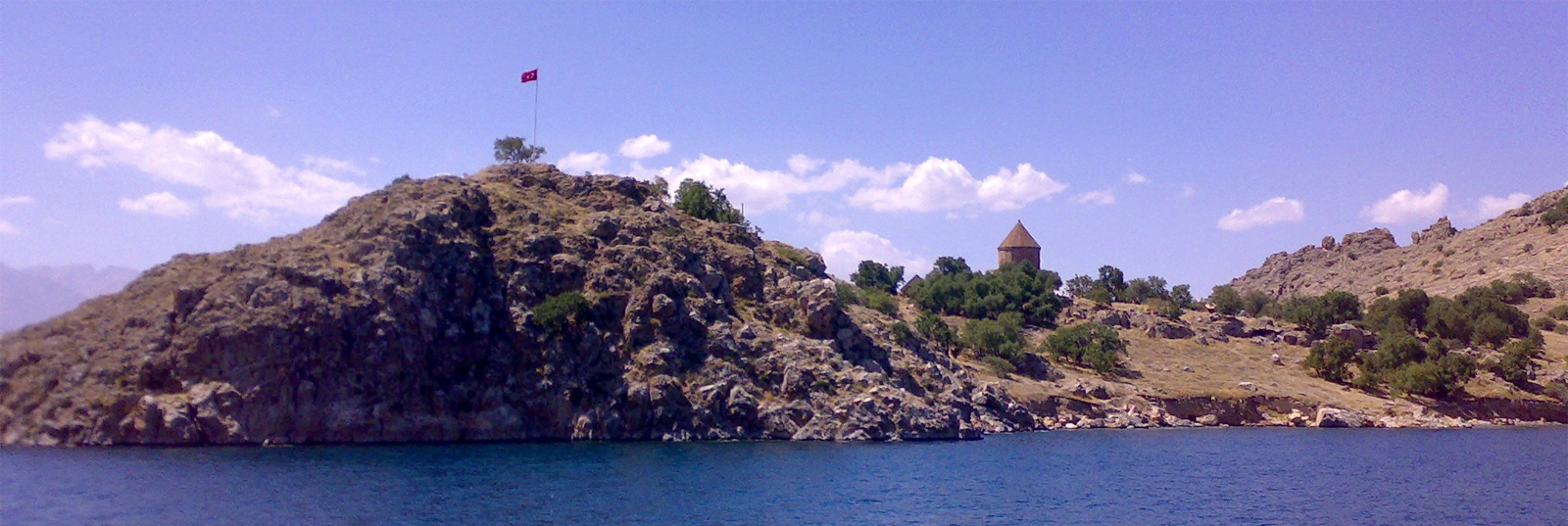
جزیره و کلیسای آختامار دریاچه وان

جزیره آختامار (به ترکی استانبولی:Akdamar adası) جزیره‌ای است در دریاچه وان سراینده برجسته ارمنی، هوانس تومانیان شعری دربارهٔ این جزیره سروده‌است و از روی داستان این منظومه، فیلمی هم در ارمنستان ساخته شده‌است.

## کلیسا
کلیسای صلیب مقدس، کلیسایی است در فاصله ۴۱ کیلومتری جنوب غربی شهر وان بر روی جزیره آختامار.
این کلیسا با معماری ارمنی مانوئل و به دستور گاگیک یکم واسپوراکان پادشاه واسپورکان مابین سال‌های ۹۱۵ تا ۹۲۱ میلادی ساخته شده است.

## نگارخانه

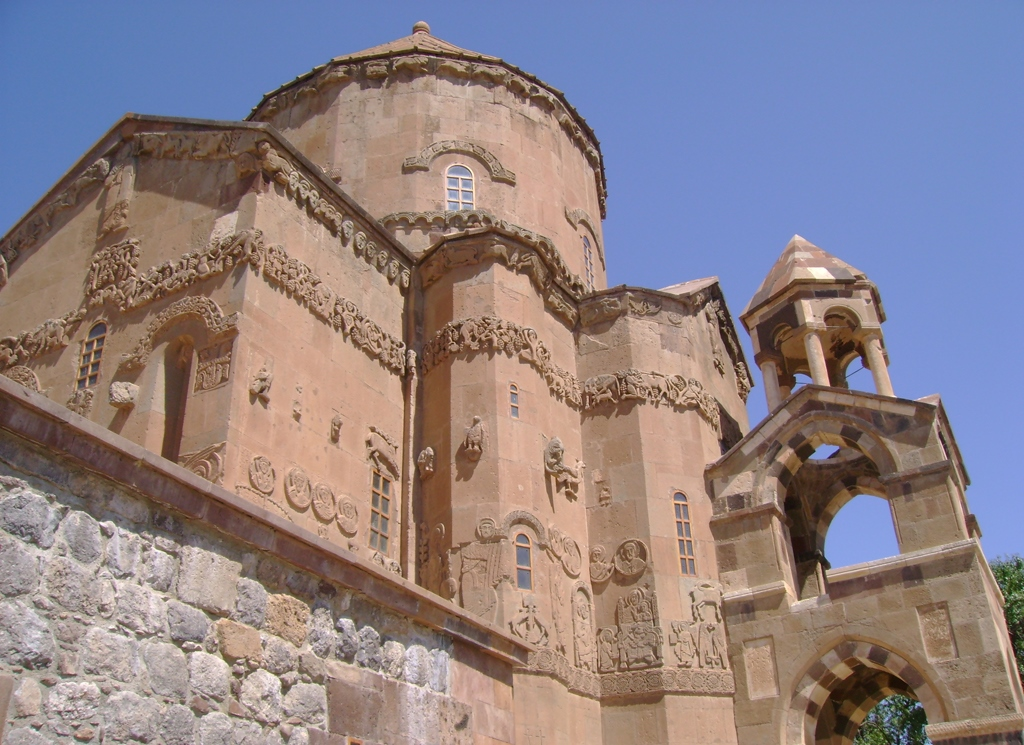
نمای بیرونی کلیسا
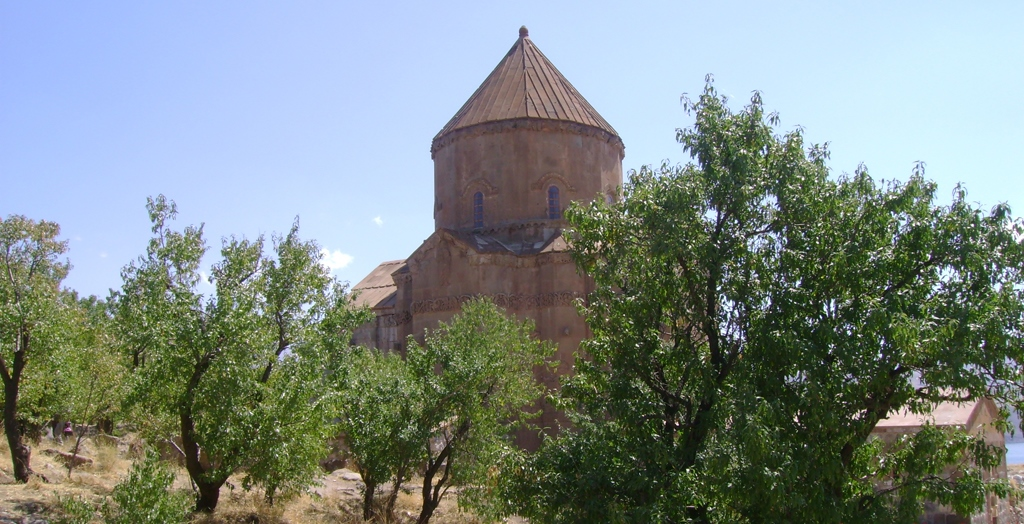
کلیسا
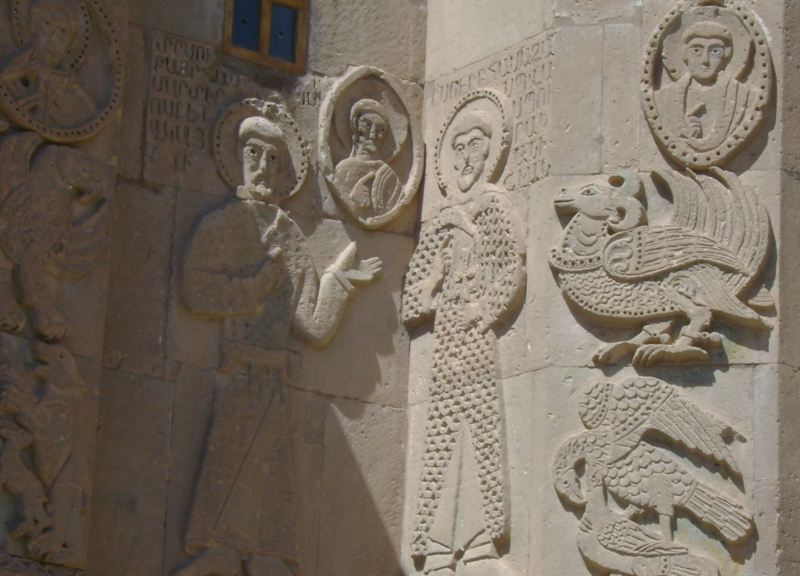
کلیسا
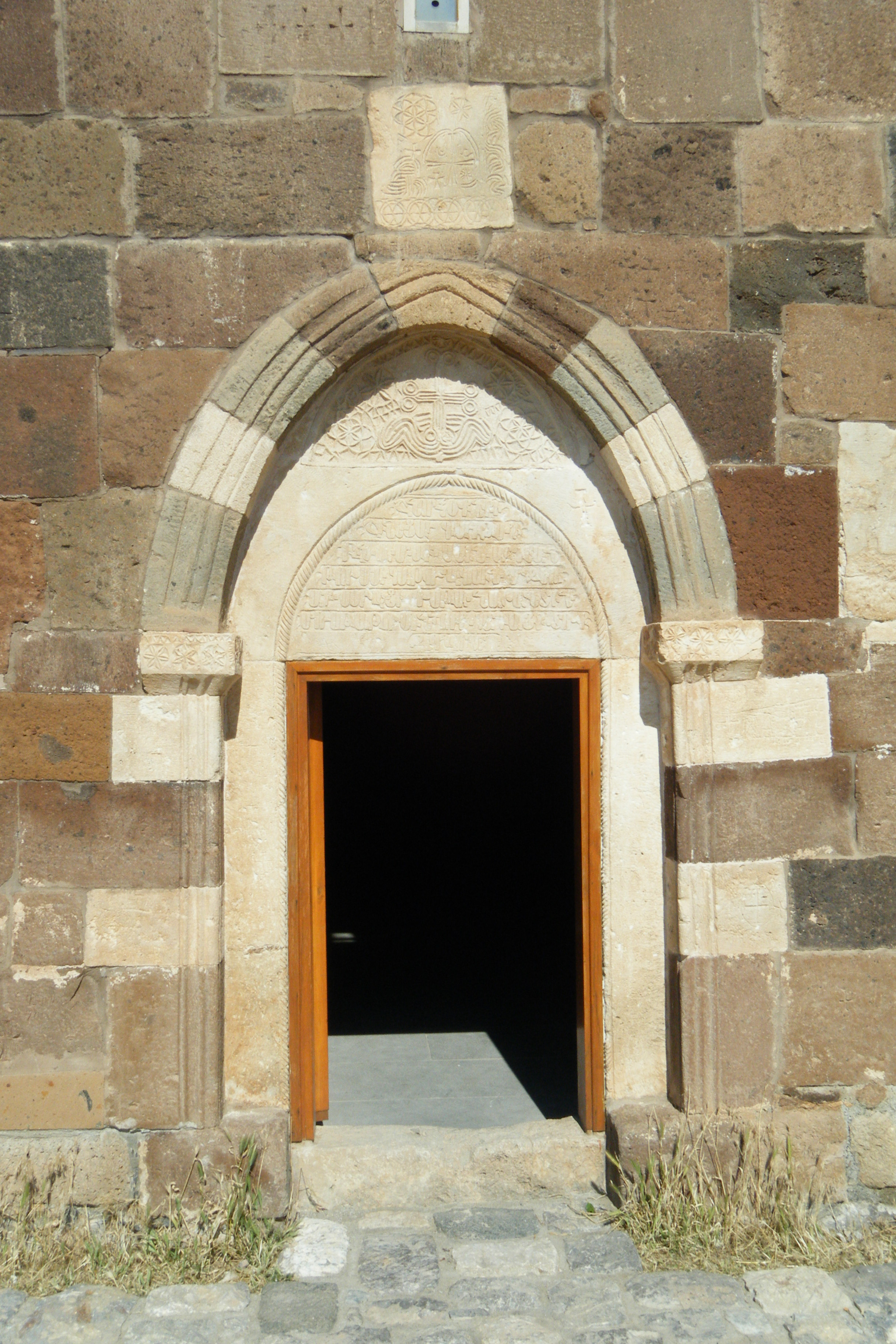
ورودی کلیسا
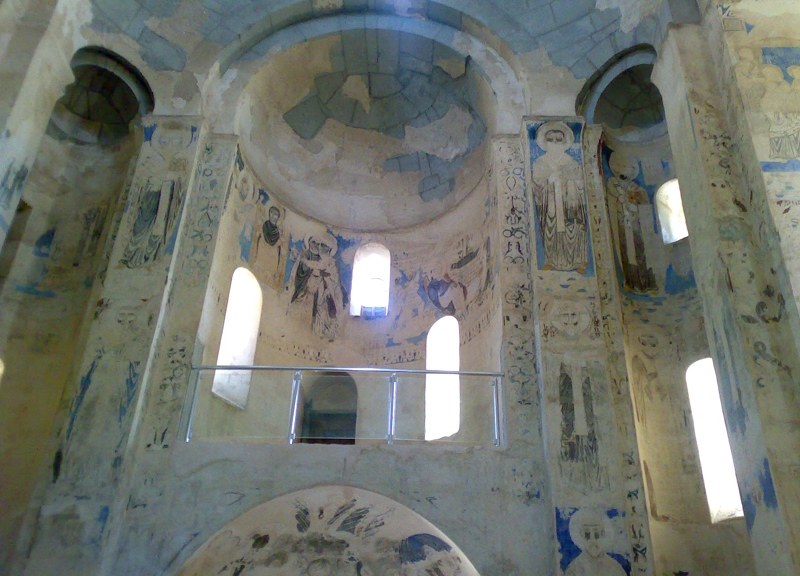
کلیسا